# Teharje

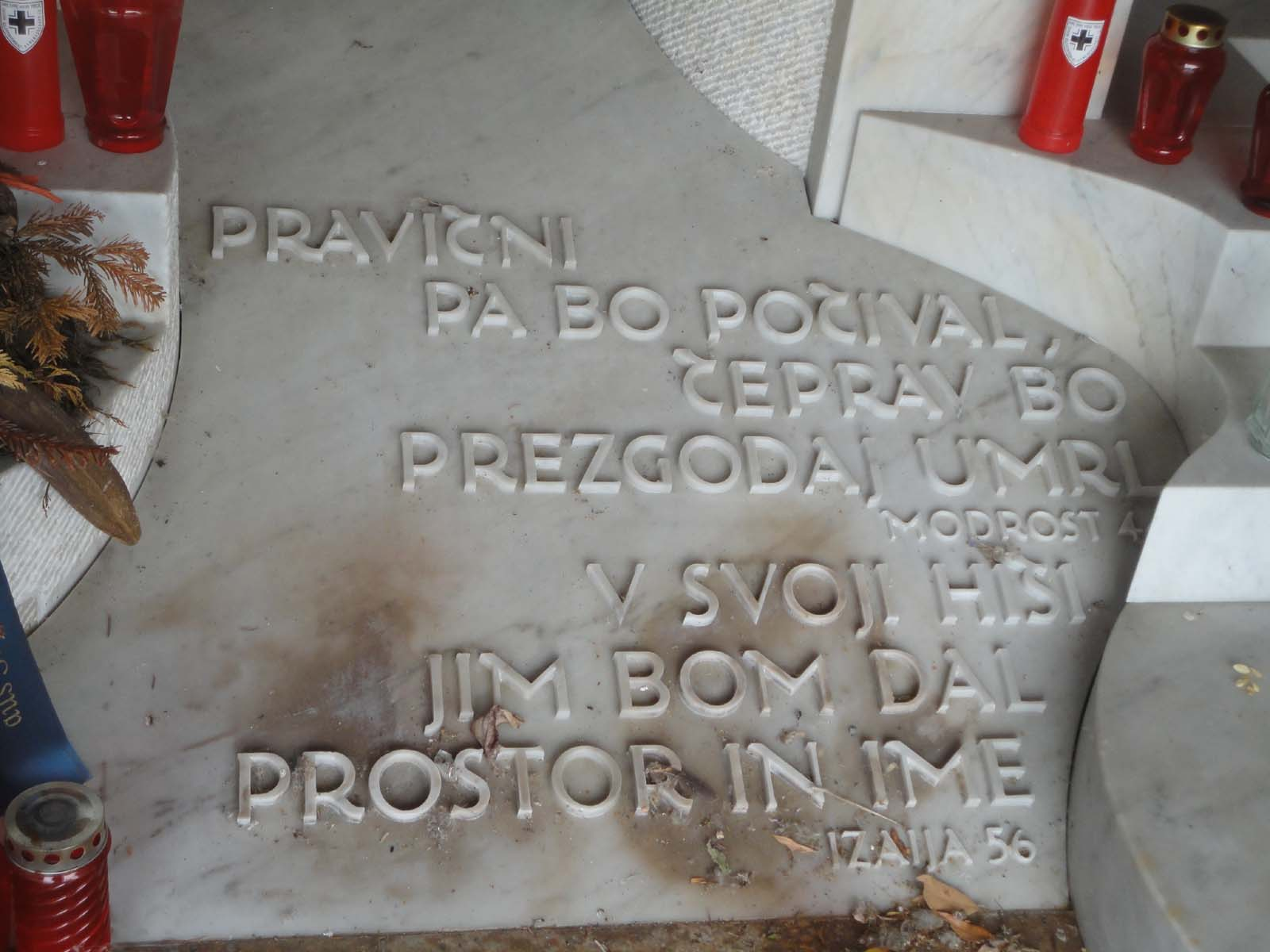
Denkmal im Gedenkpark im ehemaligen Lager Teharje/Tüchern

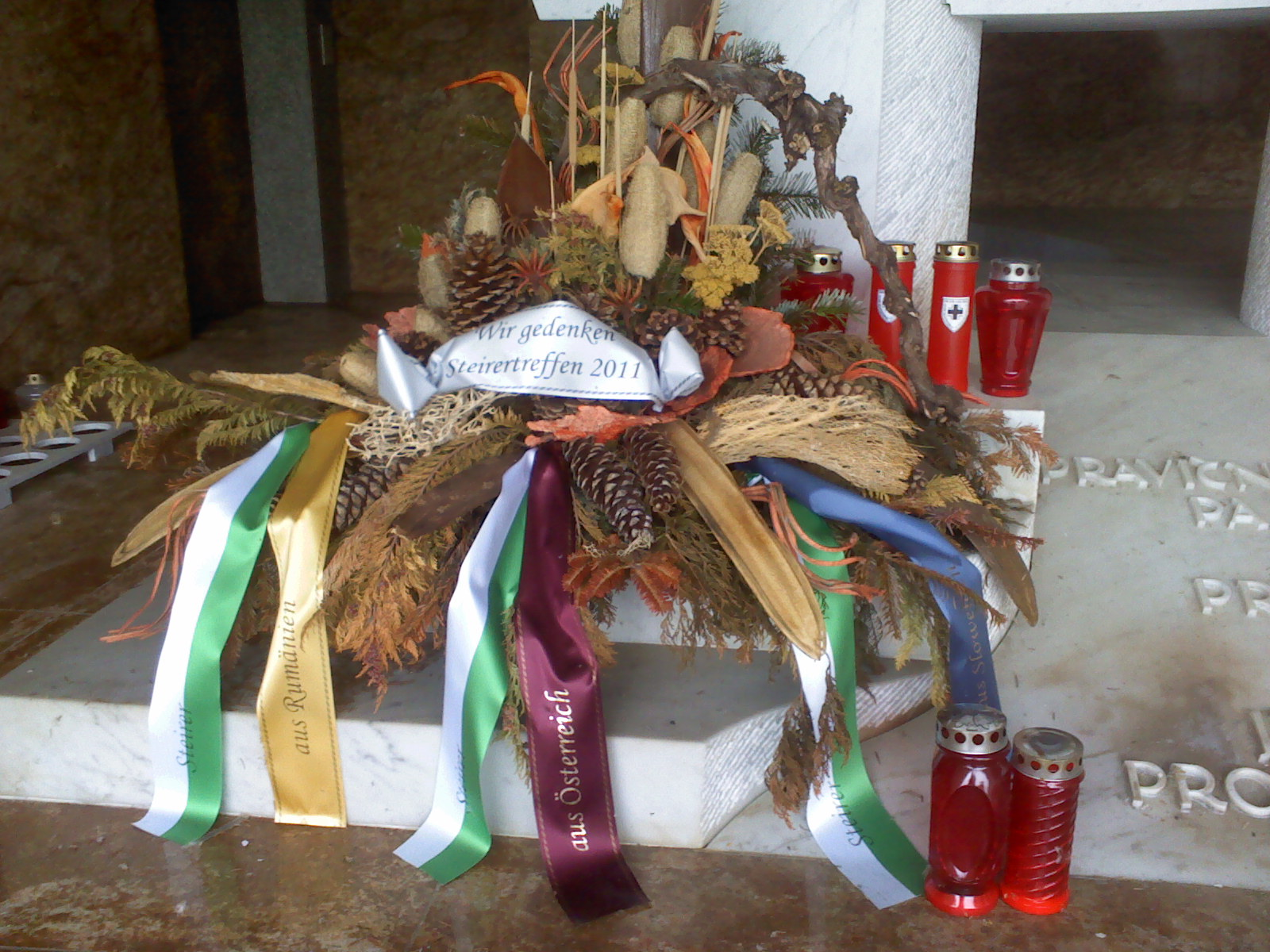
Kränze an der Gedenkstätte - aus Slowenien, Österreich und Rumänien

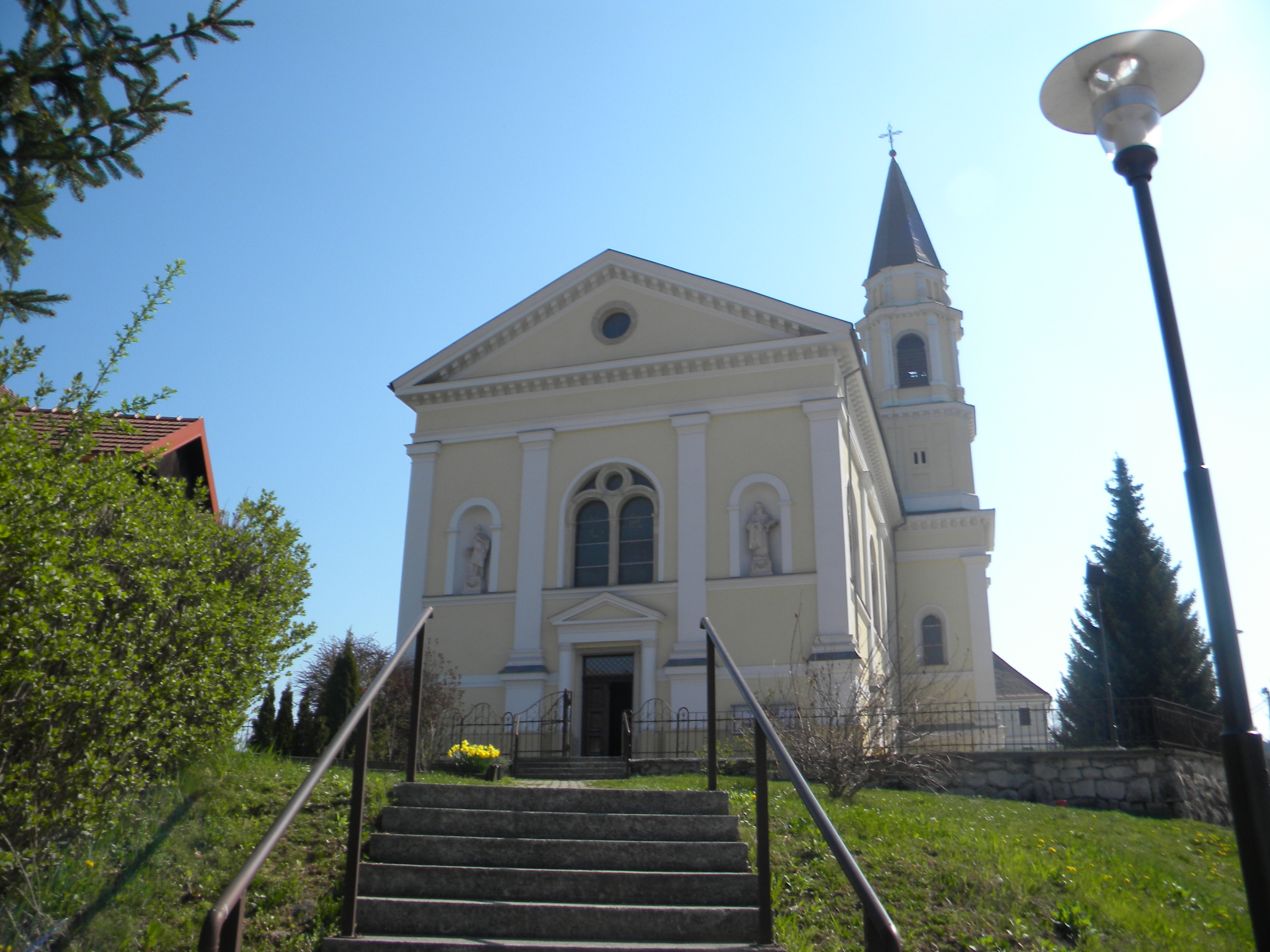
St.-Martin-Kirche

Teharje (deutsch Tüchern) ist ein Vorort und Ortsteil der slowenischen Stadt Celje (Cilli) und liegt östlich von dessen Stadtzentrum an der Eisenbahnstrecke Celje-Maribor. Es hatte bei der Volkszählung 2002 256 Einwohner.

## Geschichte
Um 1880 waren 1.303 Einwohner Slowenen und 249 Deutsche.
Während des Zweiten Weltkriegs errichtete die Wehrmacht im Jahre 1943 ein Militärlager für etwa 500 Mann mit sechs Wohn- und etwa zehn Funktionsbaracken, das zeitweise als Übungslager für die Hitlerjugend diente. Gegen Kriegsende sperrten die Deutschen dort Gefangene ein, die bei der Verteidigung Cillis eingesetzt wurden.
Bei Kriegsende war das Lager verlassen, wurde jedoch nach der Auslieferung Gefangener durch die Briten in Bleiburg an Jugoslawien ab Ende Mai 1945 von der siegreichen Partisanenarmee wieder als Gefangenenlager genutzt. Am 31. Mai 1945 wurde das „Rupnik-Bataillon“ eingeliefert (zuvor geführt von Vuk Rupnik, dem Sohn Leon Rupniks) und in den folgenden Junitagen weitere etwa 3.000 Angehörige der slowenischen Heimwehr. Neben Domobranzen und als Gegner eingeschätzten Zivilpersonen wurden hier auch Deutsche aus der Untersteiermark und der Gottschee festgehalten.
Die slowenische EU-Ratspräsidentschaft führte 2008 eine Anhörung über „Verbrechen totalitärer Regimes“ durch, wobei auch Teharje ausführlicher behandelt wurde. Ein Teil der im Lager Teharje Internierten wurde hiernach in der direkten Umgebung hingerichtet, doch die meisten wurden in der Umgebung von Stari Hrastnik, Trbovlje und Laško getötet, viele davon in aufgegebenen Bergwerken. Von mehreren tausend Lagerinsassen von Teharje im Mai und Juni 1945 überlebte nur eine kleinere Anzahl an Zivilpersonen und etwa 400 minderjährigen Mitgliedern der slowenischen Heimwehr. Diese wurden nach einer Amnestie am 3. August 1945 freigelassen, doch wurde ein Teil auf dem Heimweg getötet. Ein ehemaliger Partisan sagte 1994 aus, dass er im Juni 1945 gefangene Domobranzen aus dem Lager Teharje zur Exekution zum Barbara-Stollen im Bergwerk von Huda Jama bei Laško gebracht habe. Wie bei den Gefangenen habe es sich auch bei den bewachenden Partisanen um Slowenen gehandelt. Innerhalb von fünf Tagen seien vier Lkws jeweils zwei- bis dreimal täglich gefahren, bis das Bergwerk voll war. Die Zahl der Opfer, die in Teharje unmittelbar nach dem Ende des Zweiten Weltkriegs ohne Gerichtsverfahren getötet wurden, wird auf 5.000 geschätzt.
1946 diente Teharje als Arbeitslager und wurde im Oktober 1946 geschlossen.
Nach der Unabhängigkeit Sloweniens wurde auf dem Gelände des ehemaligen Lagers durch den Staat nach Entwürfen des Architekten Marko Mušič ein Erinnerungspark (spominski park Teharje) und ein Denkmal errichtet und am 10. Oktober 2004 durch den Parlamentspräsidenten Feri Horvat eröffnet. Der Park, dessen Errichtung etwa 500 Millionen Tolar kostete, ist den „verschwiegenen Opfern der Nachkriegsmassaker“ gewidmet.